# Серединецька сільська рада
Середине́цька сільська́ ра́да — адміністративно-територіальна одиниця та орган місцевого самоврядування в Шепетівському районі Хмельницької області. Адміністративний центр — село Серединці.

## Загальні відомості
Серединецька сільська рада утворена в 1937 році.
- Територія ради: 2,759 км²
- Населення ради: 960 осіб (станом на 2001 рік)

## Населені пункти
Сільській раді підпорядковані населені пункти:
- с. Серединці
- с. Березне

## Склад ради
Рада складається з 14 депутатів та голови.
- Голова ради: Лисенко Валентина Миколаївна
- Секретар ради: Власюк Тетяна Віталіївна

### Керівний склад попередніх скликань
| Прізвище, ім'я, по батькові  | Основні відомості                                                                                  | Дата обрання | Дата звільнення |
| ---------------------------- | -------------------------------------------------------------------------------------------------- | ------------ | --------------- |
| Лисенко Валентина Миколаївна | Сільський голова, 1972 року народження, освіта вища, член Всеукраїнського об'єднання «Батьківщина» | 26.03.2006   | 31.10.2010      |
| Лисенко Валентина Миколаївна | Сільський голова, 1972 року народження, освіта вища, член Всеукраїнського об'єднання «Батьківщина» | 31.10.2010   |                 |

Примітка: таблиця складена за даними сайту Верховної Ради України

### Депутати
За результатами місцевих виборів 2010 року депутатами ради стали:

#### За суб'єктами висування
| Суб'єкт висування                 | Кількість обраних депутатів | %    |
| --------------------------------- | --------------------------- | ---- |
| Самовисування                     | 5                           | 35,7 |
| Партія регіонів                   | 4                           | 28,6 |
| Народна партія                    | 3                           | 21,4 |
| Політична партія «Сильна Україна» | 2                           | 14,3 |

#### За округами
| № округу                          | Прізвище, ім'я, по батькові     | Дата визнання обраним | Освіта             | Партійна приналежність                  | Відомості про обраного депутата                                         |
| --------------------------------- | ------------------------------- | --------------------- | ------------------ | --------------------------------------- | ----------------------------------------------------------------------- |
| Народна Партія                    |                                 |                       |                    |                                         |                                                                         |
| 7                                 | Румак Володимир Миколайович     | 04.11.2010            | вища               | член Народної партії                    | Серединецька загальноосвітня школа І-ІІІ ст., вчитель                   |
| 11                                | Чорний Василь Іванович          | 04.11.2010            | вища               | член Народної партії                    | Серединецька загальноосвітня школа І-ІІІ ст., вчитель                   |
| 12                                | Гордійчук Микола Дмитрович      | 04.11.2010            | середня спеціальна | член Народної партії                    | тимчасово не працює                                                     |
| Партія регіонів                   |                                 |                       |                    |                                         |                                                                         |
| 3                                 | Покотило Галина Іванівна        | 04.11.2010            | вища               | позапартійна                            | С. Серединці, соціальний працівник                                      |
| 4                                 | Довгалюк В'ячеслав Антонович    | 04.11.2010            | середня            | позапартійний                           | тимчасово не працює                                                     |
| 5                                 | Румак Валентина Володимирівна   | 04.11.2010            | вища               | позапартійна                            | Серединецька загальноосвітня школа І-ІІІ ст., заступник директора школи |
| 13                                | Березенський Андрій Доматійович | 04.11.2010            | середня спеціальна | позапартійний                           | Серединецька загальноосвітня школа І-ІІІ ст., кочегар                   |
| Політична партія «Сильна Україна» |                                 |                       |                    |                                         |                                                                         |
| 2                                 | Тихонюк Ігор Васильович         | 04.11.2010            | вища               | член Політичної партії «Сильна Україна» | Шепетівський РЕМ, контролер                                             |
| 10                                | Воловий Микола Іванович         | 04.11.2010            | вища               | член Політичної партії «Сильна Україна» | приватний підприємець                                                   |
| Самовисування                     |                                 |                       |                    |                                         |                                                                         |
| 1                                 | Теслюк Анатолій Миколайович     | 04.11.2010            | вища               | позапартійний                           | тимчасово не працює                                                     |
| 6                                 | Верхогляд Тетяна Павлівна       | 04.11.2010            | середня            | позапартійна                            | Серединецька загальноосвітня школа І-ІІІ ст., техпрацівник              |
| 8                                 | Савчук Неля Іванівна            | 04.11.2010            | вища               | позапартійна                            | Серединецька загальноосвітня школа І-ІІІ ст., вчитель                   |
| 9                                 | Власюк Тетяна Віталіївна        | 04.11.2010            | вища               | позапартійна                            | Серединецька сільська рада, секретар                                    |
| 14                                | Верхогляд Микола Васильович     | 04.11.2010            | середня            | позапартійний                           | СТОВ «Лотівка — Еліт», охоронець                                        |